# Erwin Merlet

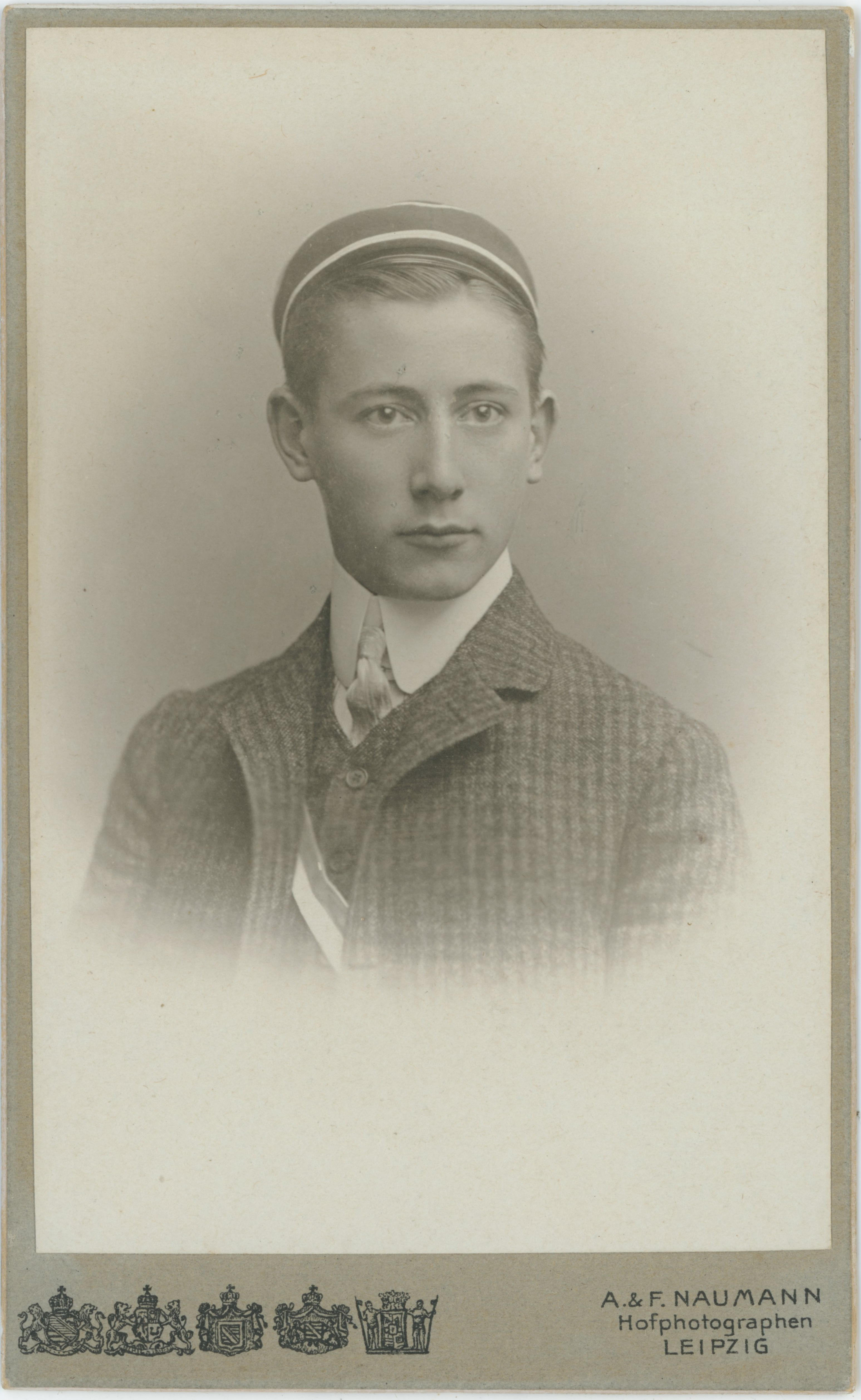
Erwin Merlet (1906)

Erwin Merlet (* 8. Dezember 1886 in Wien; † 24. Juni 1939 in Bozen) war ein österreichischer Mediziner, Alpinist, Maler und Grafiker.

## Leben
In Währing geboren, zog Erwin Merlet im Alter von acht Jahren mit seiner Mutter nach Meran. Hier besuchte er auch bis 1905 das Gymnasium der Abtei Marienberg. Auf Drängen der Mutter studierte er an der Universität Innsbruck Medizin. 1906 wurde er im Corps Gothia recipiert. Nach dem Examen verbrachte er das Militärjahr als Assistenzarzt in Klagenfurt. Ab 1913 studierte er an der Akademie der Bildenden Künste München. Hier erwarb er sich einen Ruf als guter Sportler, unter anderem als Ruderer und Boxer, vor allem aber als ausgezeichneter Skifahrer. Von 1914 bis 1915 nahm Merlet in Serbien am Ersten Weltkrieg teil, von 1916 bis 1918 diente er in Gröden als Arzt und Bergführerinstruktor. Nach dem Krieg lebte er als freischaffender Künstler in Bozen, da er sich eine Fortsetzung seines Studiums nicht mehr leisten konnte. Als Maler blieb Merlet der erhoffte Erfolg jedoch zu Lebzeiten versagt, insbesondere die Ablehnung der angestrebten Teilnahme an der Biennale di Venezia 1920 war für ihn eine große Enttäuschung. Zu dieser Zeit erwarb er sich jedoch einen Ruf als hervorragender Alpinist, der insbesondere bei der Erschließung der Palagruppe eine große Rolle spielte. 1925 eröffnete er in Bozen und Cortina d’Ampezzo Bergsportgeschäfte, die jedoch keinen großen Erfolg hatten.
In den folgenden Jahren widmete er sich hauptsächlich der Gebrauchsgrafik, stellte aber auch auf der faschistischen Ausstellung der Südtiroler und Trentiner Künstler in Rom im November 1938 den apologetischen Freskoentwurf Tempo di Mussolini (Die Zeit Mussolinis) aus.
1939 starb Erwin Merlet an den Folgen einer Typhuserkrankung und wurde in Völs am Schlern beigesetzt. Erst 1971 wurde ihm in Bozen eine Gedächtnisausstellung gewidmet.
In Merlets Werk dominieren Ölgemälde und Grafiken der heimischen Bergwelt. Des Weiteren dokumentierte er in Zeichnungen seine zahlreichen Klettertouren. Daneben fertigte er auch Fresken, Porträts und zahlreiche Gebrauchsgrafiken, beispielsweise für Werbezwecke, an. Unter seinen wichtigsten künstlerischen Einflüssen war der Alpenmaler Gustav Jahn, mit dem er auch zahlreiche Bergtouren unternahm. Mit Leo Sebastian Humer und Hans Andre arbeitete er in der Künstlergruppe „Waage“ zusammen.
Neben Gustav Jahn waren Günter Dyhrenfurth und Gunther Langes Merlets bekannteste Bergpartner. Insbesondere mit Langes erlangte Merlet Bedeutung als Erschließer der Palagruppe, die Seilschaft wurde vor allem durch die Erstbegehungen des Gran Pilastro an der Pala di San Martino und der Schleierkante an der Cima della Madonna (1920) bekannt. Darüber hinaus gelangen ihm drei Erstbegehungen am Sass de Mesdi sowie 1918 die Wintererstbesteigungen von Grohmannspitze, Fünffingerspitze und Zahnkofel.